# إنريكي لاريتا
إنريكي لاريتا (بالإسبانية:Enrique Rodríguez Larreta)، (وُلد في بوينس آيرس عام 1875 وتوفيٌ عام 1961)، كاتب، باحث، دبلوماسي وصحفي أرجنتيني وأحد أبرز أدباء تيار الحداثة في الأدب الإسباني. اشتُهر بتأثره الشديد بالحضارة الأندلسية؛ يتجلى ذلك في كتاباته كروايته الشهيرة انتصار الدون راميرو 
(بالإسبانية:La Gloria de Don Ramiro). حصل على جائزة نوبل في الأدب عشر مرات. 

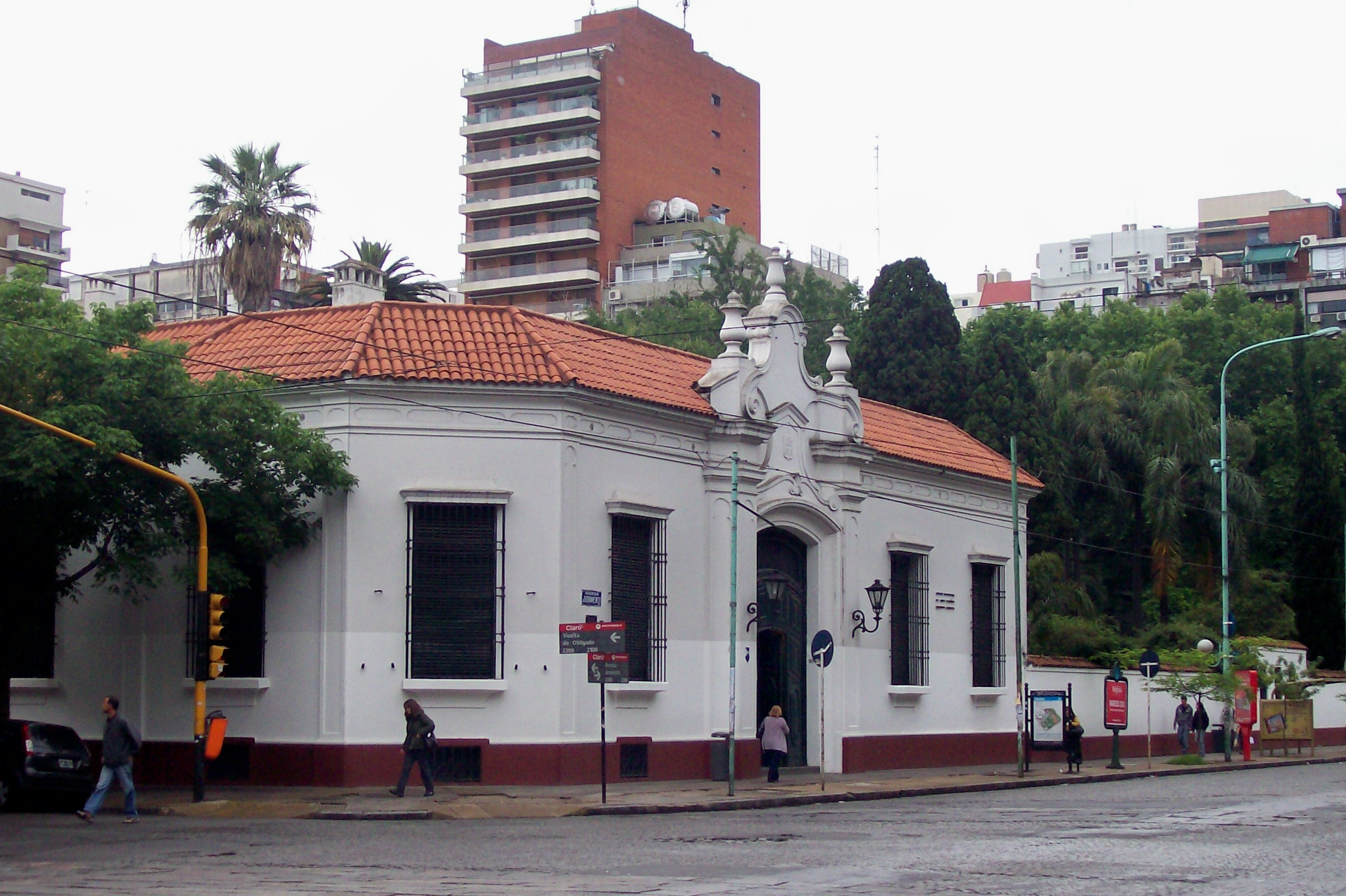
منزل لاريتا سابقا، تم تحويله إلى متحف للفن الإسباني.

## سيرة ذاتية

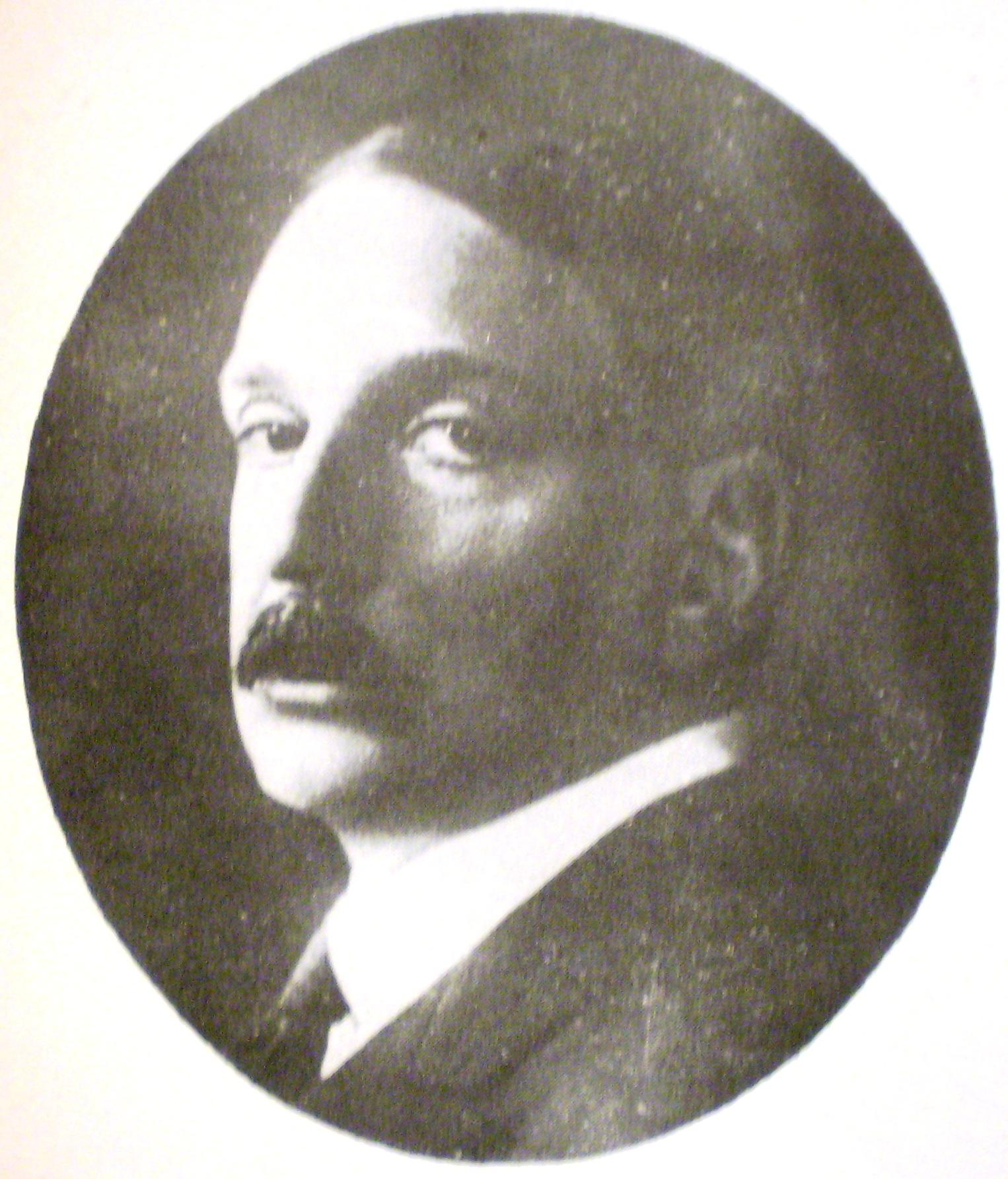
إنريكي لاريتا

وُلد إنريكي لاريتا في مدينة بوينس آيرس لإحدى عائلات الطبقة العليا في الأوروغواي. والده كارلوس رودريغيز لاريتا، ووالدته أديلا مازا. تزوج من جوزفينا أنشرينا كاستيلانوس زواجا تقليديا، وهي ابنة لإحدى أعرق العائلات الارستقراطية والمالكة للأراضي في الأرجنتين،ورُزِق منها بخمسة أطفال، مرسيدس، إنريكي (مواليد 1902)، جوزفينا (مواليد 1905) ، أغوستين (مواليد 1909) وفيرناندو (مواليد 1911). 
درس لاريتا القانون في جامعة بوينس آيرس، وتخرج منها في عام 1897، ثم عمل مدرسا لتاريخ العصور الوسطى في  مدرسة بوينس آيرس الوطنية [الإنجليزية].

## أبرز أعماله
- 1908- انتصار الدون راميرو (La Gloria de Don Ramiro).
- (1922-1923)- تلك التي يبحث عنها الدون خوان (La que buscaba Don Juan).
- 1936- مؤسسي بوينس آيرس (Las dos fundaciones de Buenos Aires).
- 1938- سانتا ماريا بوينس آيرس (Santa Maria del Buenos Aires).
- 1941- شارع الحياة والموت (La calle de vida y de la muerte)-ديوان شعري.
- 1943- كان يجب أن يحدث (Tenia que suceder).
- 1948- البرتقالة (La naranja)، وهي عبارة عن مذكرات ومجموعة من المقالات.
- 1955- على البامبا (En la pampa).

## روابط خارجية
- إنريكي لاريتا على موقع IMDb (الإنجليزية)
- إنريكي لاريتا على موقع الموسوعة البريطانية (الإنجليزية)